# Кузбассуголь (жилой комбинат)
Жилой комбинат «Кузбассуголь» — комплекс зданий в стиле конструктивизма, расположенный в Центральном районе Новосибирска. Построен в 1931—1933 годах архитекторами Б. А. Гордеевым, Д. М. Агеевым и Б. А. Биткиным. Памятник архитектуры регионального значения.

## Расположение
Комбинат расположен в квартале между Красным проспектом, улицами Фрунзе, Советской, Державина и состоит из 7 зданий:
- 2 здания на Красном проспекте, обращены фасадами к проезжей части проспекта и занимают всю его нечётную сторону между улицами Фрунзе и Державина
- 4 здания на улице Державина, обращённые к ней торцами, занимают почти всё пространство в границах Красного проспекта и Советской улицы
- здание школы № 54 на углу улиц Советской и Державина

## История
В 1931—1933 годах в центральной части Новосибирска по проекту архитекторов Б. А. Гордеева, Б. А. Биткина и Д. М. Агеева был возведён жилой комбинат. Комплекс зданий представлял собой «жилой комбинат» с обобществлённым бытом и предназначался для сотрудников кооператива «Кузбассуголь».
Первоначально квартал комбината был огорожен деревянным забором, некоторое время на территории жилого комплекса велась охрана.
В 1936 году в сквере между домами № 49 и № 51 по Красному проспекту работал фонтан.
В довоенный период на первом этаже дома по Красному проспекту № 51 работал магазин «Детский мир», в 1941 году на его месте разместился салон кооператива «Художник», на площадке которого планировалось устраивать выставки классических картин и местных художников.

### Военный период
Во время Великой Отечественной войны в Новосибирске ощущалась сильная необходимость в организации общественного питания, так как в город были эвакуированы десятки тысяч граждан. Уже в ноябре 1941 года количество городских закусочных и столовых резко возросло. Одна закусочная также была открыта в здании «Кузбассугля» на Красном проспекте.
При жилом комбинате были организованы специальные группы самозащиты граждан, в которых проводились тренировки на случай авианалёта. 31 августа 1941 года газета «Советская Сибирь» сообщала: «Два раза здесь были учебные тревоги, и оба раза группы самозащиты показали себя готовыми отразить нападение врага».

## Галерея

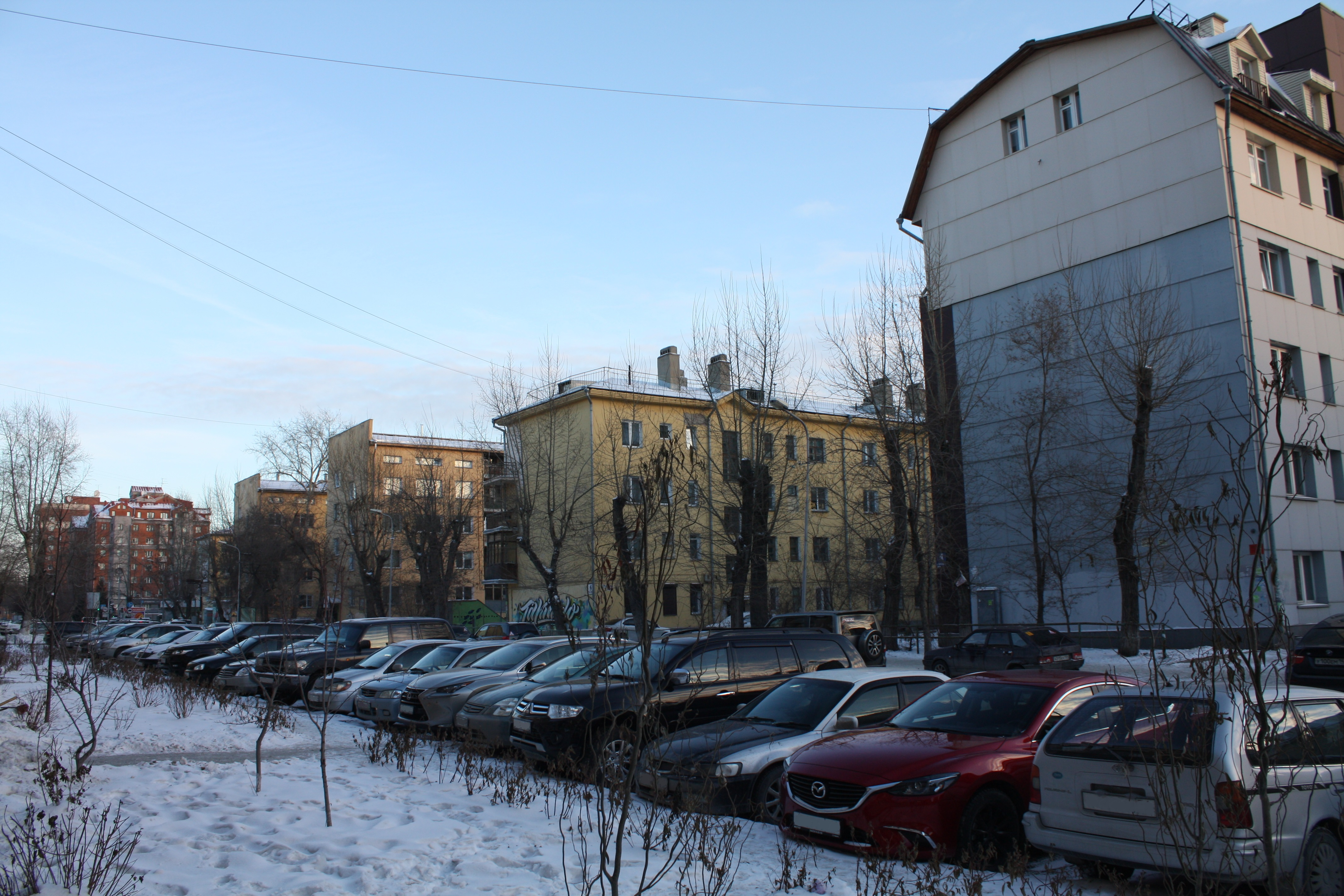
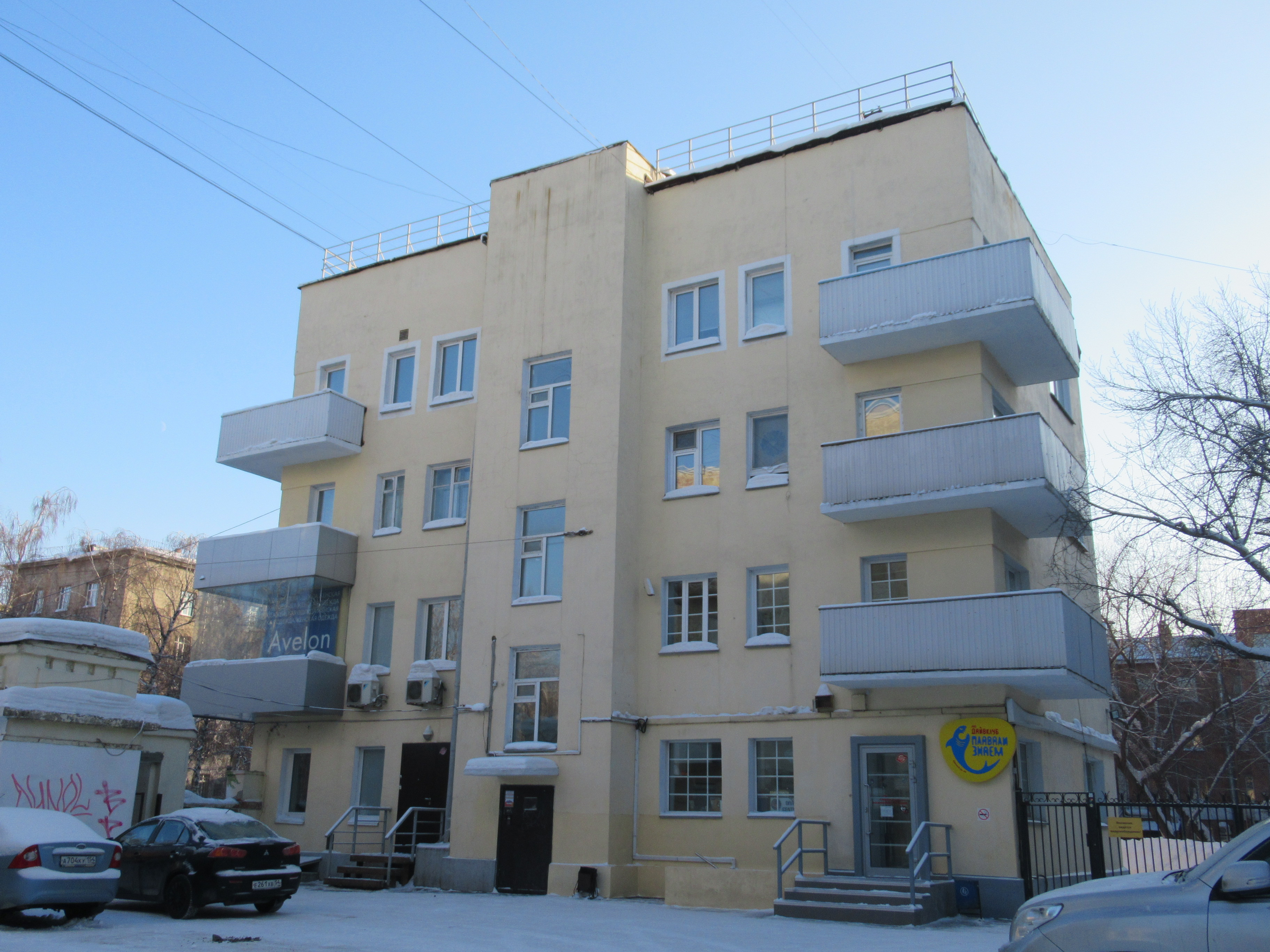
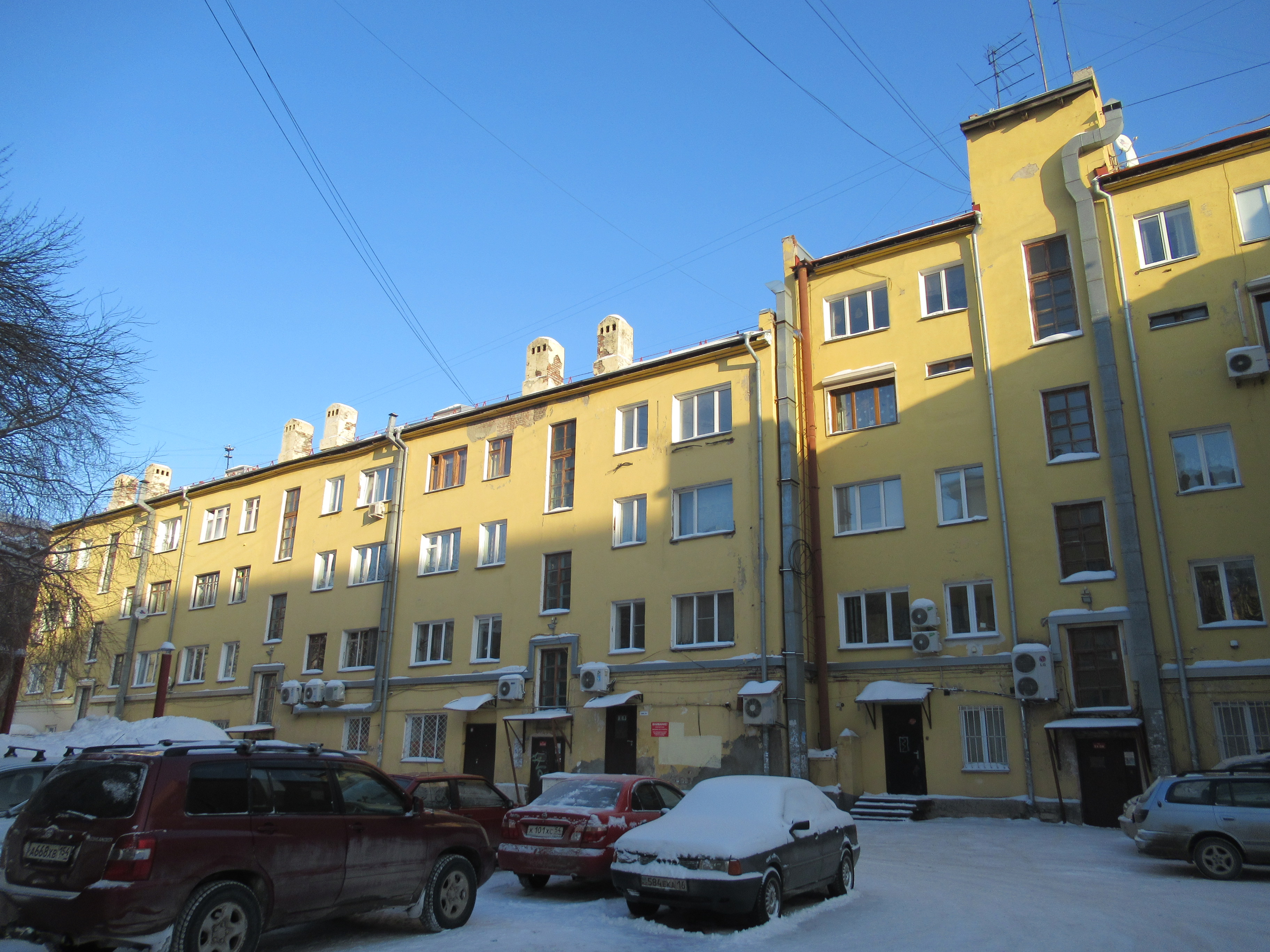
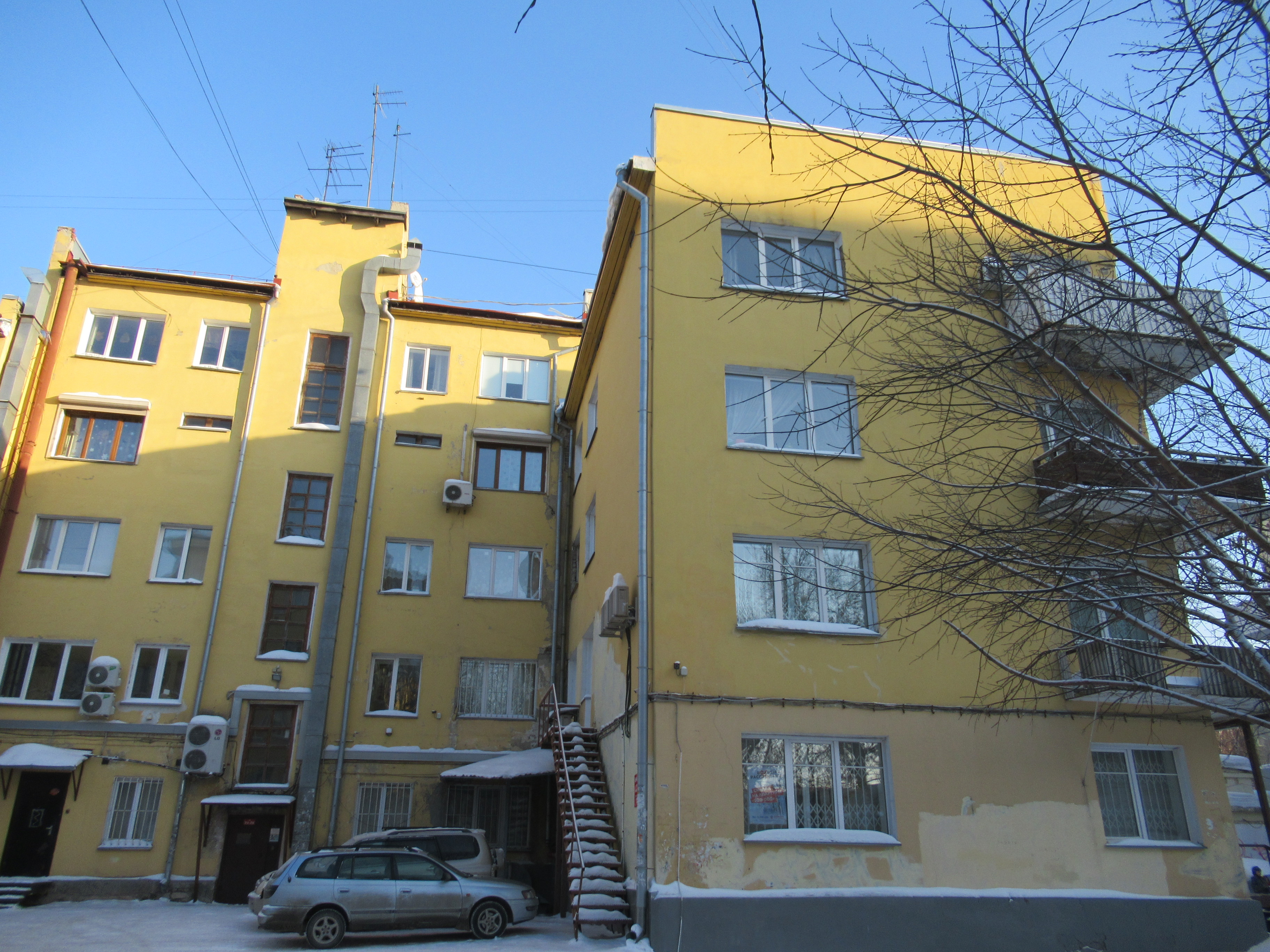
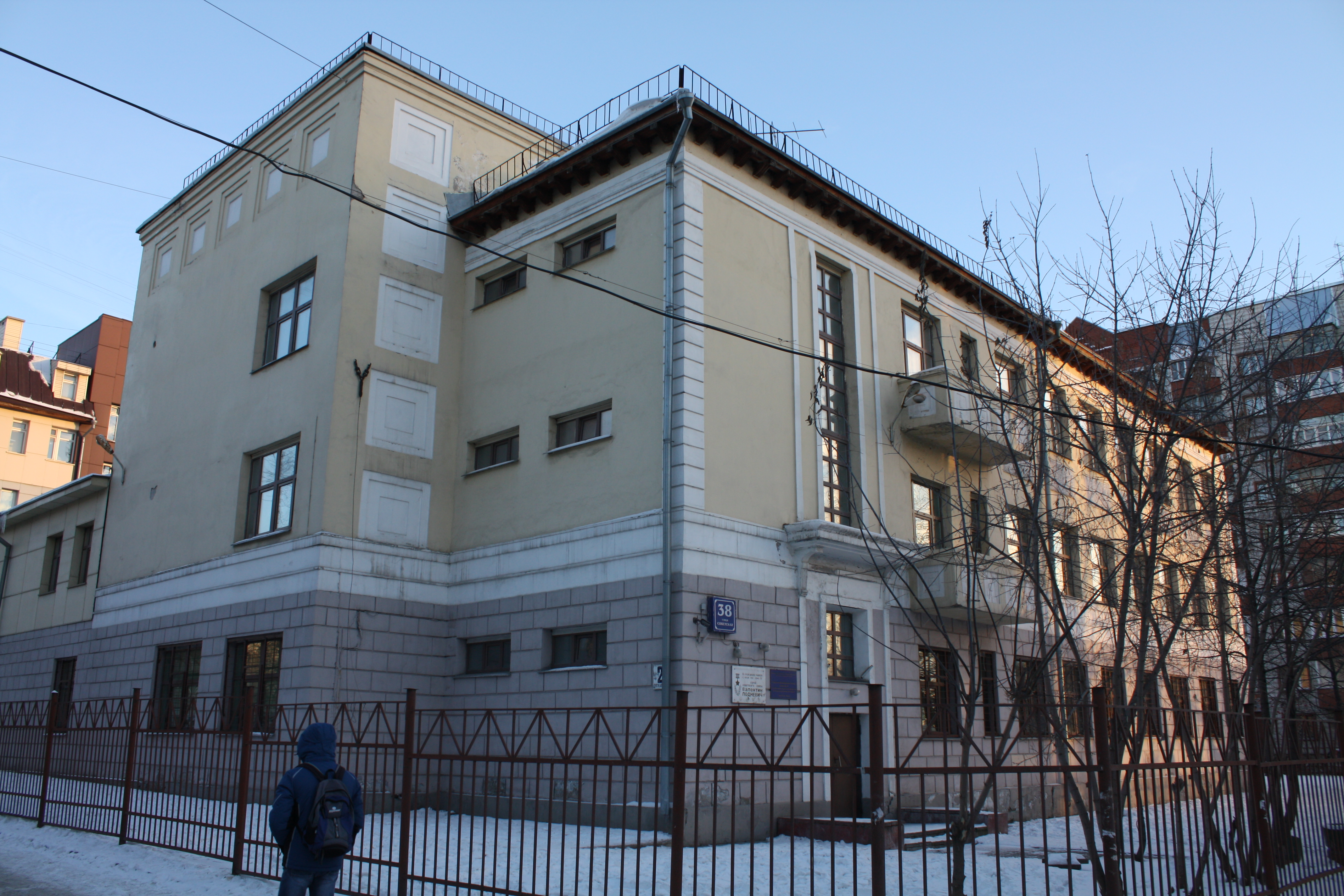